# Oliver Twist (film animowany 1982)
Oliver Twist – australijski film animowany z 1982 roku w reżyserii Richarda Slapczynskiego będący ekranizacją powieści Karola Dickensa o tym samym tytule.

## Obsada (głosy)
- Barbara Frawley
- Robin Stewart
- Wallas Eaton
- Derani Scarr
- Ross Higgins
- Bill Conn
- Sean Hinton
- Faye Anderson
- Robin Ramsay

## Wersja polska
W Polsce został wydany na DVD.
- Wersja polska: Studio Sonoria
- Tekst: Filip Zdunek
- Czytał: Piotr Borowiec